# Parque para la Preservación de la Memoria Histórica de Calama
El Parque para la Preservación de la Memoria Histórica de Calama es un monumento ubicado en Calama, Chile. Este memorial está dedicado a todas las víctimas de la dictadura cívico militar chilena en dicha ciudad y de zonas aledañas.

## Historia
Diseñado por Rodrigo Letelier Saavedra, fue inaugurado el 19 de octubre de 2004 por agrupaciones de familiares de ejecutados políticos y de detenidos desaparecidos de Calama, en homenaje a las 26 víctimas de fusilamientos en la zona, producto de la Caravana de la Muerte, y de la desaparición de otras ocho, durante los primeros años de la dictadura militar chilena.  
En su paso por la ciudad de Calama, trasladaron, desde la cárcel y en dirección a sus nuevos lugares de reclusión, a 26 personas detenidas por su vinculación al gobierno de Salvador Allende, que habían sido sentenciadas por un consejo de guerra ordenado por Augusto Pinochet Ugarte y puesto en práctica por el general Sergio Arellano Stark. Ninguna de ellas había sido condenada a muerte. Sin embargo, éstas fueron fusiladas en cuatro grupos a un costado de la carretera que une Calama con San Pedro de Atacama, en los cerros de Topater, aduciéndose, por los militares, intentos de fuga. Recién en 1990 se hallaron restos humanos, en el lugar donde hoy está el memorial, pues tras la ejecución, los cuerpos de los asesinados fueron llevados allí, con el fin de ocultar los cadáveres, que efectivamente correspondían a los fusilados por la Caravana de la Muerte.
Hoy en día, es un espacio de encuentro en donde se hacen actividades conmemorativas para homenajear a ejecutados políticos.

## Descripción
El memorial, ubicado a trece kilómetros al sureste de Calama, consiste en una estructura de concreto sobre la cual se ubican 26 pilares que homenajean a las 26 personas asesinadas por la Caravana de la Muerte en su paso por esta ciudad. También existen 8 columnas interiores que representan a los detenidos desaparecidos de la zona.  
Todo lo que se construyó está basado en la serie de Fibonacci y en la proporción divina o, conocida también como proporción áurea.  En efecto, sus medidas se van desencadenando desde la fosa donde fueron ilegalmente inhumados los ejecutados de Calama, hacia las escalinatas, los muros, las alturas, anchos y largos de las estructuras, hasta, incluso, los diámetros de las columnas y su alzado.  Por otra parte, el monumento está emplazado desde su entrada, apuntando al centro de la fosa, hacia el norte magnético.  Además, este monumento, se compone de una semicircunferencia de madera y una gran cruz de fierro, última que se incluyó por ser un aporte de los trabajadores de la empresa cuprífera Codelco Chile, en honor a los asesinados durante la dictadura de Pinochet que pertenecieron a tal organización.
El diseño original de Rodrigo Letelier Saavedra fue modificado por falta de recursos.  En su concepción primaria, se contemplaba la construcción de un espiral ascendente desde el centro de la fosa que convergía en planta y en alzado hasta la máxima altura de la obra, más una escultura de 8 metros a la izquierda del memorial.  Sin embargo, en conjunto con funcionarios de la Municipalidad de Calama, Letelier logró concebir un monumento que representara y mantuviera en la mayor parte posible su concepto.